# Condado de Baynoa
El condado de Baynoa es un título nobiliario español creado el 2 de agosto de 1820 por real decreto con real despacho del 22 de ese mismo mes, por el rey Fernando VII en favor de Francisco García-Barrera y Montero de Espinosa, El título fue rehabilitado en 1915 por Emilia de Piernas y Tineo.
La denominación se refiere a la localidad de Baynoa, del municipio de Jaruco, en la isla de Cuba.

## Condes de Baynoa
|                                 | Titular                                        | Periodo                   |
| Creación por Fernando VII       | Creación por Fernando VII                      | Creación por Fernando VII |
| ------------------------------- | ---------------------------------------------- | ------------------------- |
| I                               | Francisco García-Barrera y Montero de Espinosa | 1820-1861                 |
| II                              | Manuel García-Barrera y García-Barrera         | 1866-¿?                   |
| Rehabilitación por Alfonso XIII |                                                |                           |
| III                             | Emilia de Piernas y Tineo                      | 1915-1956                 |
| IV                              | María del Pilar García-Briz y Piernas          | 1957-2004                 |
| V                               | José Fernando de Echevarría y García-Briz      | 2005-2006                 |
| VI                              | Javier de Echevarría y Carreres                | 2006-hoy                  |

## Historia de los condes de Baynoa
- Francisco-José-Ramón-Rufino García-Barrera y Montero de Espinosa (La Habana, 27 de febrero de 1777-7 de marzo de 1861), I conde de Baynoa filántropo y senador del Reino, gentilhombre de cámara con ejercicio, Gran Cruz pensionada de la Orden de Carlos III, en la que ingresó en 1822, y de la Gran Cruz de la Orden Americana de Isabel la Católica.[1]

Casó 19 de diciembre de 1804, en la parroquia del Santo Cristo del Buen Viaje, La Habana, con su prima María de Jesús-Rufina-Cayetana García-Barrera y Rodríguez-Vigario (1780-1849). Le sucedió su hijo:
- Manuel-María-Pedro Mártir García-Barrera y García Barrera, Montero de Espinosa y Rodríguez-Vigario (La Habana, 24 de abril de 1823-¿?), II conde de Baynoa,[1] capitán del primer Escuadrón Rural de Fernando VII, gentilhombre de cámara con ejercicio, caballero supernumerario de la Orden de Carlos III. Al fallecer sin descendencia, sus hijos no reclamaron el título nobiliario por lo que fue declarado caducado.[1]

Rehabilitación en 1915 por:
- Emilia de Piernas y Tineo, III condesa de Baynoa, sobrina tercera de una tía materna del primer titular.[1]

Casó el 21 de junio de 1902 con Manuel García-Briz y Molano. Le sucedió su hija:
- María del Pilar García-Briz y Piernas (m. 2004), IV condesa de Baynoa desde 1958, VIII marquesa de Vista Alegre[3] y IV baronesa de la Vega de Rubianes.

Casó con José de Echevarría y Normand, hijo único de Juan de Echevarría Zuricalday y de Enriqueta Normand Böer. El 5 de abril de 2005 sucedió su hijo:
- José Fernando de Echevarría y García-Briz (1936-), V conde de Baynoa,[5]  IX marqués de Vista Alegre,[3] V barón de la Vega de Rubianes e ingeniero químico.

Casó con María Isabel Carreres de Lambea. Le sucedió su hijo:
- Javier de Echevarría y Carreres (1976-), VI conde de Baynoa.[7]

Casó con Lucía Saioa López de Castro el 19 de junio de 2011 en Madrid.